# Glente
Glenter er rovfugle af høgefamilien der ofte har lange, slanke vinger og en kløftet hale. De er typisk elegante flyvere med langsomme vingeslag og en glidende flugt. Ordet glente er beslægtet med det svenske glinta, der betyder "at glide". Glenter er ikke en taksonomisk enhed, men en del af glenterne tilknyttes ofte underfamilien Milvinae.
I alt kaldes omkring 20 arter over hele verden for glenter. I Danmark er tre arter set: rød glente som er en regelmæssig ynglefugl, sort glente som er en regelmæssig men ret sjælden besøgende, og blå glente som er en ekstremt sjælden besøgende.

## Arter
Glenter er ikke en taksonomisk enhed og er altså ikke altid nært beslægtede, men tilhører alle høgefamilien. Her er eksempler på de omkring 20 arter, hvor ordet "glente" indgår i det danske navn:
- Rød Glente (Milvus milvus)
- Sort Glente (Milvus migrans)
- Svalehaleglente (Elanoides forficatus)
- Flagermusglente (Macheiramphus alcinus)
- Dværgglente (Gampsonyx swainsonii)
- Blå Glente (Elanus caeruleus)
- Svaleglente (Chelictinia riocourii)
- Snegleglente (Rostrhamus sociabilis)
- Tandglente (Harpagus diodon)
- Falkeglente (Ictinia mississippiensis)
- Fløjteglente (Haliastur sphenurus)
- Glentevåge (Lophoictinia isura)
- Glenteørn (Hamirostra melanosternon)

## Underfamilier
Glenterne er af underfamilien Milvinae, hvis slægter er vist nedenfor. Som følge af undersøgelser af fuglenes DNA, er opfattelsen af deres slægtskab dog ændret. Derfor tilknyttes slægterne nu ofte forskellige andre underfamilier som Buteoninae, der. også omfatter musvåge.
- Slægten Harpagus (2 arter)
- Slægten Ictinia (2 arter)
- Slægten Rostrhamus (2 arter)
- Slægten Haliastur (2 arter)
- Slægten Milvus (2-3 arter)
- Slægten Lophoictinia (Lophoictinia isura)
- Slægten Hamirostra (Hamirostra melanosternon)